# Гілі (Аляска)
Гілі (англ. Healy) — переписна місцевість (CDP) в США, в окрузі Деналі штату Аляска. Населення — 966 осіб (2020).

## Географія
Гілі розташоване за координатами 63°57′35″ пн. ш. 148°58′14″ зх. д. / 63.95972° пн. ш. 148.97056° зх. д. (63.959806, -148.970480).  За даними Бюро перепису населення США в 2010 році переписна місцевість мала площу 1779,76 км², з яких 1779,23 км² — суходіл та 0,53 км² — водойми.

### Клімат
| Клімат : Гілі                                                     | Клімат : Гілі | Клімат : Гілі | Клімат : Гілі | Клімат : Гілі | Клімат : Гілі | Клімат : Гілі | Клімат : Гілі | Клімат : Гілі | Клімат : Гілі | Клімат : Гілі | Клімат : Гілі | Клімат : Гілі | Клімат : Гілі |
| Показник                                                          | Січ.          | Лют.          | Бер.          | Квіт.         | Трав.         | Черв.         | Лип.          | Серп.         | Вер.          | Жовт.         | Лист.         | Груд.         | Рік           |
| Абсолютний максимум, °C                                           | 11,1          | 15,0          | 12,8          | 20,6          | 29,4          | 33,9          | 32,2          | 32,2          | 23,3          | 21,7          | 12,2          | 10,6          | 33,9          |
| Середній максимум, °C                                             | −11,6         | −8,1          | −3,2          | 5,5           | 14,1          | 20,1          | 20,6          | 17,5          | 11,4          | 0,2           | −8,2          | −9,4          | 4,1           |
| Середній мінімум, °C                                              | −22           | −19,2         | −15,6         | −6,1          | 2,1           | 7,4           | 10,1          | 7,4           | 1,9           | −8,4          | −17,6         | −19,8         | −6,6          |
| Абсолютний мінімум, °C                                            | −46,7         | −46,1         | −40           | −31,7         | −15,6         | −2,8          | 0,0           | −6,7          | −18,9         | −28,9         | −40,6         | −42,2         | −46,7         |
| Норма опадів, мм                                                  | 12            | 12            | 10            | 14            | 22            | 57            | 84            | 64            | 40            | 27            | 19            | 23            | 384           |
| Днів з опадами                                                    | 6,9           | 5,5           | 5,0           | 4,1           | 6,5           | 10,5          | 13,3          | 12,9          | 9,5           | 10,7          | 9,6           | 8,1           | 102,6         |
| ----------------------------------------------------------------- | ------------- | ------------- | ------------- | ------------- | ------------- | ------------- | ------------- | ------------- | ------------- | ------------- | ------------- | ------------- | ------------- |
| Джерело: NOAA (normals 1981–2010), The Weather Channel (extremes) |               |               |               |               |               |               |               |               |               |               |               |               |               |

## Демографія
Згідно з переписом 2010 року, у переписній місцевості мешкала 1021 особа в 434 домогосподарствах у складі 255 родин. Густота населення становила 1 особа/км².  Було 711 помешкання (0/км²).
Расовий склад населення:
| - 91,5 % — білих - 2,1 % — корінних американців - 1,6 % — азіатів - 0,4 % — чорних або афроамериканців |

До двох чи більше рас належало 4,4 %. Частка іспаномовних становила 2,1 % від усіх жителів.
За віковим діапазоном населення розподілялося таким чином: 25,1 % — особи молодші 18 років, 69,4 % — особи у віці 18—64 років, 5,5 % — особи у віці 65 років та старші. Медіана віку мешканця становила 40,1 року. На 100 осіб жіночої статі у переписній місцевості припадало 114,9 чоловіків;  на 100 жінок у віці від 18 років та старших — 118,6 чоловіків також старших 18 років.
Середній дохід на одне домашнє господарство  становив 93 078 доларів США (медіана — 88 462), а середній дохід на одну сім'ю — 105 390 доларів (медіана — 103 125). Медіана доходів становила 83 462 долари для чоловіків та 41 042 долари для жінок. За межею бідності перебувало 6,8 % осіб, у тому числі 4,1 % дітей у віці до 18 років та 0,0 % осіб у віці 65 років та старших.
Цивільне працевлаштоване населення становило 556 осіб. Основні галузі зайнятості: мистецтво, розваги та відпочинок — 21,2 %, сільське господарство, лісництво, риболовля — 18,3 %, транспорт — 13,8 %, освіта, охорона здоров'я та соціальна допомога — 12,8 %.